# Compattate
Le compattate sono un documento sottoscritto dal vescovo di Trento Alberto di Ortenburg e Rodolfo IV duca d'Austria il 18 settembre 1363 con il quale si sanciva un'alleanza militare tra il principato vescovile di Trento e il ducato d'Austria e che esprimeva in termini giuridici la supremazia militare della casata degli Asburgo sul principe vescovo, segnandone per questi una limitazione alla politica estera e militare, ma rispettando comunque la formale autonomia secolare del principato (che in seguito cercò di smarcarsi dalla tutela, con alterni esiti).
Nel 1363 si era estinta la discendenza diretta dei conti del Tirolo e la contea era stata unita al ducato d'Austria, retto dagli Asburgo. Questi riuscirono a nominare vescovo Alberto di Ortenburg, a loro favorevole.
Nel dicembre del 1365 vennero restituiti i poteri temporali al vescovo, ma il conte del Tirolo intervenne anche in seguito nelle vicende del principato vescovile poiché la frontiera meridionale di questo fu spesso soggetta a tensioni. 
Nel 1390 venne eletto un nuovo vescovo viennese, Giorgio di Liechtenstein, legato al duca d'Austria Alberto III. Papa Bonifacio IX, debole e bisognoso di alleati, acconsentì e concesse le nuove "compattate", stilate nel 1399.
Il trattato fu rinnovato nel 1454 dal vescovo Georg Hack e poi ancora nel 1468 e nel 1511.